# Olympische Winterspiele 1976/Bob – Viererbob (Männer)
Der Viererbob der Männer bei den Olympischen Winterspielen 1976 in Innsbruck bestand aus vier Läufen, von denen zwei am 13. und zwei am 14. Februar 1976 ausgetragen wurden. Austragungsort war die Olympia-Bobbahn Igls. Am Start waren 84 Teilnehmer aus 12 Ländern. Olympiasieger wurden Meinhard Nehmer, Jochen Babock, Bernhard Germeshausen und Bernhard Lehmann aus der DDR mit einer Gesamtzeit von 3:40,43 Minuten. Die Silbermedaille holten die Schweizer Erich Schärer, Ulrich Bächli,  Rudolf Marti und Josef Benz vor den Westdeutschen Wolfgang Zimmerer, Peter Utzschneider, Bodo Bittner und Manfred Schumann, die die Bronzemedaille gewannen.

## Titelträger
| Olympiasieger | Jean Wicki Hans Leutenegger Werner Camichel Edy Hubacher ( Schweiz) | Sapporo 1972  | 4:43,07 min |
| Weltmeister   | Erich Schärer Werner Camichel Josef Benz Peter Schärer ( Schweiz)   | Cervinia 1975 | 4:35,46 min |

## Ergebnisse
| Rang | Athleten                                                               | Nation             | Lauf 1   | Lauf 1 | Lauf 2   | Lauf 2 | 1. Tag   | 1. Tag | Lauf 3   | Lauf 3 | Lauf 4   | Lauf 4 | Gesamt     |
| Rang | Athleten                                                               | Nation             | Zeit (s) | Rang   | Zeit (s) | Rang   | Zeit (s) | Rang   | Zeit (s) | Rang   | Zeit (s) | Rang   | Zeit (min) |
| ---- | ---------------------------------------------------------------------- | ------------------ | -------- | ------ | -------- | ------ | -------- | ------ | -------- | ------ | -------- | ------ | ---------- |
| 001  | Meinhard Nehmer Jochen Babock Bernhard Germeshausen Bernhard Lehmann   | DDR                | 54,43    | 1      | 54,64    | 1      | 1:49,07  | 1      | 55,51    | 2      | 55,85    | 2      | 3:40,43    |
| 002  | Erich Schärer Ulrich Bächli Rudolf Marti Josef Benz                    | Schweiz            | 54,96    | 5      | 54,81    | 2      | 1:49,77  | 3      | 55,28    | 1      | 55,84    | 1      | 3:40,89    |
| 003  | Wolfgang Zimmerer Peter Utzschneider Bodo Bittner Manfred Schumann     | BR Deutschland     | 54,82    | 3      | 54,87    | 3      | 1:49,69  | 2      | 55,53    | 3      | 56,15    | 3      | 3:41,37    |
| 004  | Horst Schönau Horst Bernhardt Harald Seifert Raimund Bethge            | DDR                | 55,11    | 6      | 55,12    | 5      | 1:50,23  | 5      | 55,63    | 4      | 56,58    | 4      | 3:42,44    |
| 005  | Georg Heibl Hans Morant Siegfried Radandt Fritz Ohlwärter              | BR Deutschland     | 54,92    | 4      | 54,98    | 4      | 1:49,90  | 4      | 55,70    | 5      | 56,87    | 8      | 3:42,47    |
| 006  | Werner Delle Karth Andreas Schwab Heinz Krenn Otto Breg                | Österreich         | 54,66    | 2      | 55,80    | 10     | 1:50,46  | 6      | 56,10    | 7      | 56,65    | 6      | 3:43,21    |
| 007  | Fritz Sperling Kurt Oberhöller Gerd Zaunschirm Dieter Gehmacher        | Österreich         | 55,51    | 8      | 55,62    | 8      | 1:51,13  | 9      | 56,05    | 6      | 56,61    | 5      | 3:43,79    |
| 008  | Dragoș Panaitescu-Rapan Paul Neagu Costel Ionescu Gheorghe Lixandru    | Rumänien           | 55,54    | 9      | 55,51    | 7      | 1:51,05  | 8      | 56,18    | 8      | 56,68    | 7      | 3:43,91    |
| 009  | Fritz Lüdi Thomas Hagen Rudolf Schmid Karl Häseli                      | Schweiz            | 55,29    | 7      | 55,33    | 6      | 1:50,62  | 7      | 56,37    | 9      | 57,05    | 9      | 3:44,04    |
| 010  | Gérard Christaud-Pipola Alain Roy André Belle Serge Hissung            | Frankreich         | 55,75    | 11     | 55,66    | 9      | 1:51,41  | 10     | 56,43    | 10     | 57,06    | 10     | 3:44,90    |
| 011  | Nevio De Zordo Ezio Fiori Roberto Porzia Lino Benoni                   | Italien            | 55,75    | 11     | 55,80    | 10     | 1:51,55  | 12     | 57,08    | 16     | 57,17    | 11     | 3:45,80    |
| 012  | Giorgio Alverà Piero Vegnuti Adriano Bee Francesco Butteri             | Italien            | 55,59    | 10     | 55,92    | 12     | 1:51,51  | 11     | 56,94    | 14     | 57,42    | 12     | 3:45,87    |
| 013  | Jackie Price Colin Campbell Bill Sweet Gomer Lloyd                     | Großbritannien     | 56,02    | 14     | 56,07    | 13     | 1:52,09  | 13     | 56,72    | 11     | 57,58    | 14     | 3:46,39    |
| 014  | Ion Panțuru Constantin Romaniuc Alexe Gheorghe Tănăsescu Mihai Nicolau | Rumänien           | 56,09    | 15     | 56,23    | 15     | 1:52,32  | 15     | 56,81    | 12     | 57,57    | 13     | 3:46,70    |
| 015  | Jimmy Morgan Peter Brennan John Proctor Thomas Becker                  | Vereinigte Staaten | 56,09    | 15     | 56,08    | 14     | 1:52,17  | 14     | 56,96    | 15     | 57,59    | 15     | 3:46,72    |
| 016  | Carl-Erik Eriksson Jan Johansson Leif Johansson Kenth Rönn             | Schweden           | 56,12    | 17     | 56,48    | 16     | 1:52,60  | 16     | 56,87    | 13     | 57,65    | 16     | 3:47,12    |
| 017  | Colin Nelson Thomas Stehr David Veale Jim Lavalley                     | Kanada             | 55,97    | 13     | 56,67    | 17     | 1:52,64  | 17     | 57,49    | 17     | 57,89    | 17     | 3:48,02    |
| 018  | Susumu Esashika Kazumi Abe Rikio Sato Kimihiro Shinada                 | Japan              | 56,47    | 18     | 56,97    | 21     | 1:53,44  | 19     | 57,78    | 19     | 58,19    | 19     | 3:49,41    |
| 019  | William Hollrock Earl Frisbie Frederick Fritsch Phil Duprey            | Vereinigte Staaten | 56,61    | 19     | 56,86    | 18     | 1:53,47  | 20     | 57,89    | 21     | 58,35    | 20     | 3:49,71    |
| 020  | Mark Agar Anthony Norton Graham Sweet Andrew Ogilvy-Wedderburn         | Großbritannien     | 57,21    | 20     | 56,88    | 20     | 1:53,41  | 18     | 57,75    | 18     | 58,01    | 18     | 3:49,85    |
| 021  | Christopher Frank William Dunn Christopher Martin Brian Vachon         | Kanada             | 57,43    | 21     | 56,87    | 19     | 1:54,30  | 21     | 57,87    | 20     | 58,69    | 21     | 3:50,86    |